# Komárom (Magyarország)
Komárom (németül: Komorn, szlovákul: Komárno, latinul: Camarum vagy Comaromium), nem hivatalosan Dél-Komárom város Magyarországon, Komárom-Esztergom vármegyében, a Duna jobb partján fekvő kulturális, idegenforgalmi és kereskedelmi központ. Népességszámot tekintve a vármegye negyedik legnagyobb települése, és a Komáromi járás székvárosa. Komárom stratégiai helyen, a Duna 1768. folyamkilométerénél, a Vág és a Csallóközi Duna-ág torkolatánál fekszik. A Kisalföld keleti szélén elhelyezkedő város fontos közúti és vasúti csomópont. Közúton az Erzsébet híd és a 2020-ban átadott Monostori híd, vasúton a Komáromi vasúti összekötő híd kapcsolja össze a Szlovákiához tartozó Komárommal, illetve Érsekújvárral. A várost a tőle délre húzódó M1-es autópálya és a várost átszelő 1-es vasúti fővonal kapcsolja be a gazdasági vérkeringésbe. Korábban Magyarország nyugati folyami határállomása is volt, a schengeni egyezmény elfogadása óta azonban a határ ellenőrzés nélkül, szabadon átléphető.
A Duna jobb partja már a római kor óta lakott, itt állt a Római Birodalom egyik jelentős határvárosa, Brigetio. A török hódoltság ideje alatt a Duna jobb partja elnéptelenedett, Komárom pedig a királyi Magyarország végvárává vált. A város sikertelen török ostromára 1594-ben került sor, majd ennek után kezdődött meg a komáromi erődrendszer fokozatos kiépítése. A jobb parti településrészek védelmére épült erődök ezután fontos szerepet játszottak az 1848–49-es szabadságharcban is, amely során három ütközetre is sor került a Habsburg Birodalom és Magyarország csapatai között. A település fejlődésének fontos mérföldköve a Budapest-Bécs vasútvonal megépítése, amely 1884-re készült el teljesen. A vasúthálózat 1860-ban és 1890-ben bővült tovább Székesfehérvár és Esztergom irányába. A bal parti városrészt az első világháborút lezáró, 1920-ban elfogadtatott trianoni békeszerződés elszakította Magyarországtól. Itt húzódott az új csehszlovák–magyar határvonal, és ekkor indult meg a déli városrész valódi fejlődése is. A város megosztottsága a második világháborút követően is megmaradt. Az 1945-től 1991-ig tartó szovjet megszállás ideje alatt a város a szovjet déli hadseregcsoport állomáshelye volt.
A Magyar Királyság idejében a település neve eredetileg Új-Szőny volt, amelyet csak 1896-ban egyesítettek a Duna bal partján fekvő Komárommal. A római katonaváros romjai fölött épült Szőnnyel pedig csak 1977-ben egyesült.
Komárom legfőbb nevezetessége a várost körülölelő erődrendszer, amely szerepel az UNESCO világörökségi javaslati listáján. Az erődrendszerhez tartozó Monostori erőd különösen fontos szerepet tölt be a város kulturális életében, az állandó kiállítások mellett hagyományosan itt kerül megrendezésre a Nemzetközi Amerikai Autó Fesztivál, de több ízben adott helyet a Komáromi Napoknak is. A belvárosban található termálfürdő, illetve a város határán felépült vízparti szabadidőpark minden évben számos látogatót vonz.

## Etimológia
A Komárom név eredetére vonatkozóan Kiss Lajos etimológus szerint a szláv nyelvterületen elterjedt hasonló nevek azt mutatják, hogy ez a helynév is a szláv komár (jelentése: szúnyog) szóból származhat; személynévi eredeztetését kevésbé meggyőzőnek tartja.
A legelfogadottabb elméletet erősíti, hogy a jelentős vízfolyások mellett fekvő város környékén a mai napig sok a holtág, és ingoványos terület amely ideális a szúnyogok számára. 
Mások elméletek szerint a latin Camarum név a latin aurum (arany) szóból származik. Esetleg Anonymus alapján a kunok latin nevéből (cumanus) alakult ki. Bizonyos elméletek a magyarokhoz csatlakozott kabar nép nevéhez kapcsolják az eredetét, megint mások szerint a Kama folyó mellékéről származó törzsekről nevezték el a települést, amely vízkanyarulatot jelentene. Felmerült még, hogy a város neve német eredetű, és az ostromlóknak kiáltott Komm morgen vagyis gyere holnap (mert ma nem fogsz bejönni) szókapcsolat eredménye. Ez a város bevehetetlenségére utaló eredettörténet azonban minden alapot nélkülöz.
Bármely is legyen az igaz, az elnevezés évszázadokon át az északi városrészre vonatkozott; ebből pedig logikusan adódott a Rév Komárom (Révkomárom), mint a Duna jobb partján fekvő település neve. Az idők során újra és újra elpusztult és újjáépített déli városrész hosszú ideig az Új Szőny (Újszőny) nevet viselte, a közeli Szőny (Ószőny) város miatt, amely ma városrész. A déli városrészt röviddel az századforduló előtt kezdték Komárom-Újvárosnak vagy Újkomáromnak nevezni, a város kettészakítása után ebből Komárom lett. Az északi városrészt ekkortól kezdték Magyarországon Révkomáromnak is hívni a hivatalos szlovák Komárno mellett és helyett. Az európai uniós csatlakozás után kezdtek elterjedni az Észak-, és Dél-Komárom elnevezések a két város közti együttműködések hatására. A közbeszédben kontextustól függően ma mindegyik elnevezés használatos.

## Történelem

### Ókor
Magyarország területén i. e. 300 körül telepedtek le a kelta törzsek. Régészeti leletek alapján a szőnyi városrész területén ők hozták létre az első lakóházakat. Az 1. században ugyanezen a helyen feküdt Brigetio, Pannonia provincia legjelentősebb katonai tábora, kikötője és polgárvárosa. Már római korban is kiemelkedő kereskedelmi és stratégiai szereppel bírt a kedvező dunai átkelés lehetősége, a folyón haladó vízi illetve a mellette fekvő szárazföldi közlekedési utak miatt. Mindemellett a település a római Birodalmat körbevevő limes része is volt. Brigetio jelentőségét mutatja, hogy állandó jelleggel itt állomásozott a Legio I Adiutrix tartalékos római légió. A város emellett saját fürdőkomplexummal és amfiteátrummal is büszkélkedhetett.

### Középkor

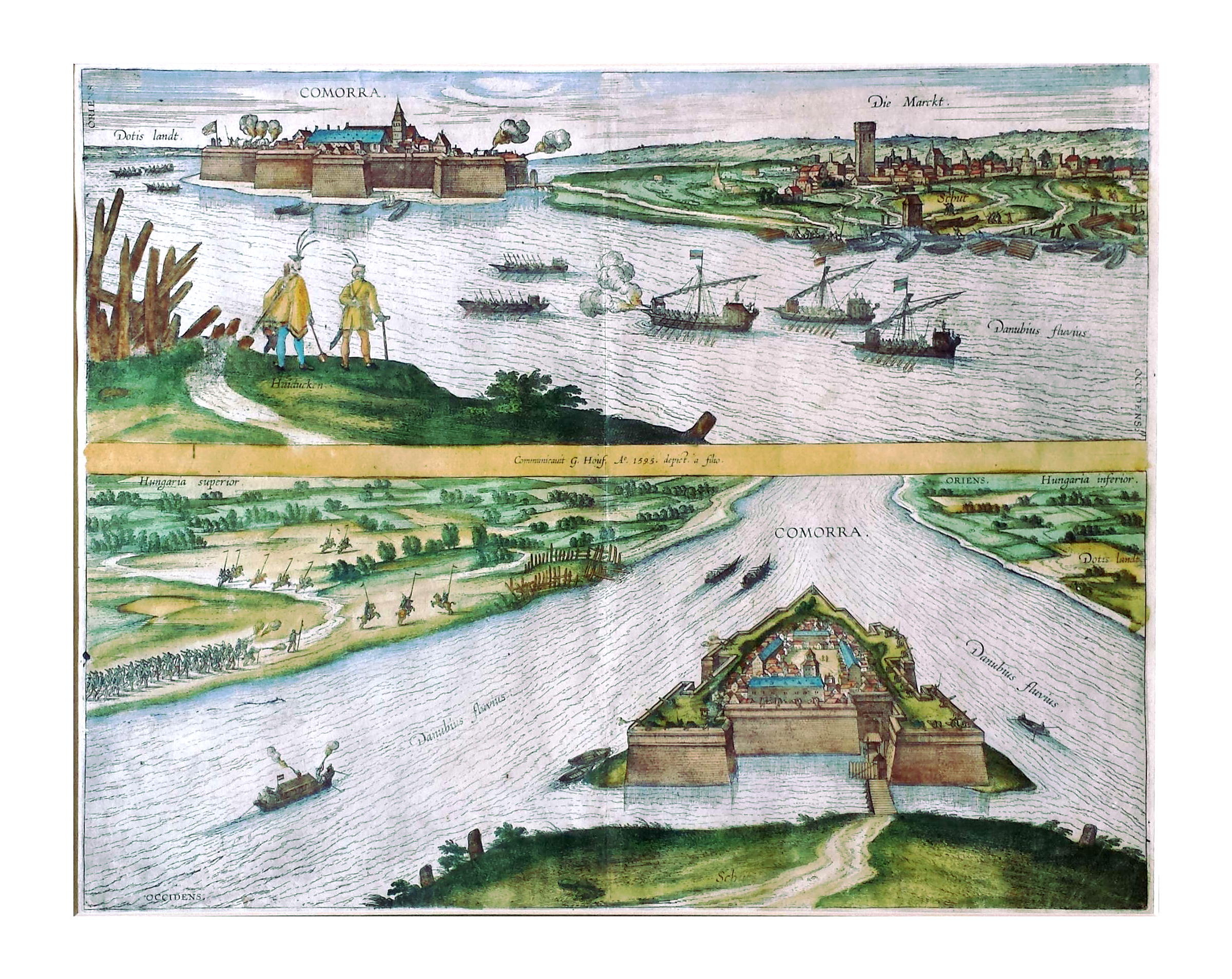
Hoefnagel 16. századi színezett metszete Komáromról

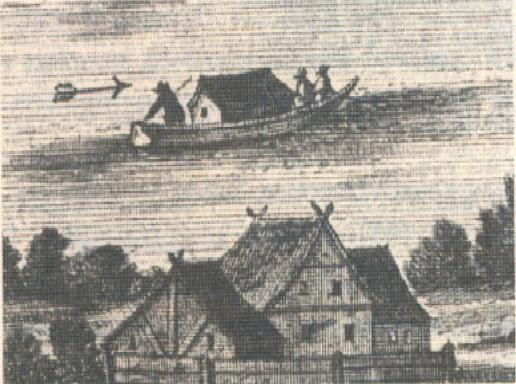
Bernhard Werner rézkarca. Ez volt "Rév Komárom"

A honfoglalást követően Komárom környéke Ketel vezér birtokába került. Az ő leszármazottai emelték az első erődítményt, földvárat a Duna és Vág közti területen. Ebből az időből ered a város mai neve is, habár eredete nem tisztázott. A 11. században a mai Csillagerőd területén jött létre Rév Komárom, egy picinyke település, melynek lakói a rév körüli teendőket látták el. Ők biztosították a Dunán való átjutást a komáromi várba, illetve feleltek a biztonságos átkelésért. A középkori város az ekkor létrejött Komárom vármegye központja lett. Forgalmas piaca, réve és kikötője miatt IV. Béla 1265. április 1-jén városi jogokat adományozott a városnak. A 15. században Komárom vára kedvelt királyi pihenőhely volt, elsősorban Mátyás király és Beatrix kényelmét és szórakozását szolgálta.
A 16. századi török hódoltság idején Komárom végvár volt, katonai szerepe felértékelődött. Buda eleste után Bécs védelmének biztosítása érdekében kezdődött meg a komáromi erődrendszer kiépítése. Mivel észak és dél között ekkor még csak hajóval lehetett közlekedni, Pálffy Miklós várkapitány 1589-ben hajóhidat, az átkelés védelmére pedig egy-egy cölöp hídfőerődöt építtetett. Ez lett a Szent Péter palánk (a mai Csillagerőd elődje). A megerősített Öregvár ostromára végül 1594-ben került sor, és bár a törökök elpusztították Rév Komáromot, maga az ostrom sikertelen volt. Ezt követően eredeti helyétől körülbelül 1 kilométerre nyugatra, a mai Erzsébet híd helyén lévő hajóhídnál épült újjá Rév Komárom, immár Szőny település részeként. Ebből az időből egyetlen épület maradt fenn, a hídfő keleti lábának közelében 1659-ben a gróf Zichy család által épített vendégfogadó. Ez az épületegyüttes látható Bernhard Werner 1732 körül készült Rév Komáromot ábrázoló rézkarcán is. A komáromi erődöket 1663 és 1673 között erősítették tovább, ekkor épült a modern Újvár, illetve sor került a hídfőerődök felújítására is. A város és az erődök azonban súlyosan megrongálódtak az 1682-es árvízben. Mivel utóbbiak jelentősége a török kiűzésével lecsökkent, a Rákóczi-szabadságharc 1711-es leverése után felszámolásuk is felmerült.
A korábbi hajóhidat 1741-ben, más források szerint 1760-ban egy repülőhíd váltotta fel. Ezt követően 1763-ban igen erős földrengés érte Komáromot, amely mind a mai napig a legerősebb mért földmozgás Magyarország területén. A város épületeinek fele összedőlt, vagy komolyabban megsérült; 63 ember pedig meghalt. A nagyobb földmozgások ezután hozzávetőleg húsz évente, egyre csökkenve ismétlődtek (1783, 1806, 1822, 1851), míg végül az aktivitás megszűnt. Az 1783-as földrengésben beomlott az egyik újonnan épített erőd, és további 500 épület vált romhalmazzá. Rév Komárom 1777-ben elszakadt Szőnytől, és Új Szőny néven önálló községgé vált.

### 19. század
A napóleoni háborúk miatt menekülni kényszerülő I. Ferenc magyar király 1827-1838 között rendelte el a komáromi erődök megerősítését, felújítását valamint két új jobb parti erőd építését a koppánymonostori Homokhegyen (Monostori erőd), illetve a Nagyigmánd felé vezető út mellett (Igmándi erőd). A repülőhidat ezért 1838-ban ismét felváltotta a hajóhíd, amely sokkal nagyobb kapacitású és kiszámíthatóbb volt. Az építkezéseket az 1848–49-es szabadságharc szakította meg, amelyben a jobb parti erődöknek fontos szerep jutott az itt vívott ütközetek során. Komárom alatt három csatára került sor, ezek közül kettő (az 1849. április 26-ai és a július 2-ai) magyar, egy pedig (az 1849. július 11-ei) Habsburg győzelemmel ért véget. Ezenkívül az 1849. augusztus 3-ai komáromi ütközetben a Klapka György tábornok által vezetett ostromlott magyar csapatok szétverték az ostromló osztrák sereget, rövid időre felszabadítva a Dunántúl északnyugati részét. Végül a komáromi vár volt az utolsó magyar terület, amely megadta magát az osztrák seregeknek: Klapka György 1849. október 2-án tette le a fegyvert Haynau előtt, teljes amnesztiát nyerve a csapatai számára. A szabadságharcban és az 1848-as évben pusztító tűzvész során szinte teljesen elpusztult Új Szőny fejlődését a vasútnak köszönhette. Új Szőnyt 1856-ban kötötték össze először a Béccsel a Győr-Újszőny vasútvonal révén. 1860-ban épült meg a Székesfehérvár–Újszőny-vasútvonal, majd 1884-ben elkészült a teljes Bécs-Budapest vasútvonal is. 1891-ben nyílt meg az Almásfüzitő-Esztergom vasútvonal. A vasútvonalak létesítésével nagyobb számú vasutas telepedett le. Iparosok, kereskedők érkeztek a környékről illetve a Duna túlsó partjáról. Az erőd építkezéseinek folytatása 1850 és 1878 között megélénkítette a község életét. 1890 körül már ezernyolcszázan laktak a jobb parti városban. Az 1870-es években merült fel egy állandó híd szükségessége, de az Erzsébet híd átadása végül csak 1892-ben történt meg. Az északi Komárom és a déli Új Szőny egyesüléséről már 1895-ben megindultak a tárgyalások, de tényleges hatályba 1896. július 1-jén lépett. A falusias városrész ekkortól hivatalosan Komárom-Újváros, ám az első világháborúig nem fejlődött sokat. Néhány gyár mellett felépült a Frigyes laktanya és a méntelep. A városrésznek egy temploma - a Szent István katolikus templom - és egy elemi iskolája volt.

### 20. század
Az első világháborút követően, 1919-ben a csehszlovák hadsereg elfoglalta az északi városrészt. A magyar csapatok április 30-án eredménytelen kísérletet tettek az elszakított városrész visszafoglalására. A trianoni békeszerződés rögzítette végleg a kialakult állapotokat: a Duna bal parti része, az észak-komáromi városrész Komárno néven a Csehszlovák Köztársaság része lett, a déli pedig Komárom néven egészen 1923-ig a csonka Komárom vármegye székhelye lett. Alapy Gáspár kormányfőtanácsos, és polgármester irányításával 1928-tól indult meg a városfejlesztés, állami kölcsön segítségével. Az 1938-as első bécsi döntés (november 2.) a Felvidéket visszacsatolta Magyarországhoz, így a két Komárom újra egy város és megyeszékhely lett. A második világháború alatt több bombatámadás érte Komáromot, elsősorban az Olajipari vállalat, és a vasút, illetve a hidak megsemmisítése céljából. Az első bombázás 1944. július másodikán történt. 1944 októberétől bombázások sorozata érte a várost. Többek között október hetedikén a vasútállomás és környéke, október 14-én a vasúti híd volt a cél. 1945 tavaszán újabb bombázás sújtotta a várost. A német megszállás során a városból körülbelül 2000 zsidót hurcoltak el, és számos antifasiszta személy is életét vesztette. A dachaui koncentrációs táborban halt meg Komárom polgármestere, a nyilasok által elhurcolt Alapy Gáspár is, aki ellenzte a komáromi zsidók deportálását.
A városból a szovjet hadsereg 1945. március 28–31. között szorította ki a német csapatokat. A visszavonuló német hadsereg magával vitte az olajgyár és a lengyár felszerelését. A második világháború után az északi városrész újra Csehszlovákiához került, a déli pedig ismét az önálló fejlődés útjára lépett. A magyar erődökben a szovjet déli hadseregcsoport rendezkedett be, és alakított ki fegyver- és lőszerraktárat. A városban megindult az újjáépítés, a hivatalok visszatértek és folytatták működésüket. Az 1956-os forradalom alatt fegyveres konfliktus Komáromban nem történt. A budapesti egyetemisták mellett október 26-án szimpátiatüntetés volt, ekkor foglalta el a szovjet hadsereg a Frigyes laktanyát. A lakáshiány enyhítésére az 1960-as évektől többszintes (általában 2-4 emeletes) lakóházak, lakótelepek épültek. Bővült az üzlethálózat, a kulturális, a sport- és a turisztikai létesítmények köre. 1965-ben a Lengyár áztatóüzeméhez vízforrást kerestek, ám a kutatóforrásból 62 Celsius-fokos termálvíz tört fel. Ezt később gyógyvíznek minősítették. Az ország nyugati közúti kapcsolatainak fejlesztésére épített M1-es autópálya 1975-ben érte el a települést, kezdetben egy sávon. A várostól délre húzódó autópálya végül csak 1990-re készült el teljesen. Komárom a járások 1983-as megszűnéséig volt járási székhely, majd néhány évtized kihagyás után, a rendszer 2013-as újjáélesztése óta ismét a Komáromi járás székhelye. A rendszerváltás után megalakult helyi önkormányzat egyre nagyobb hangsúlyt fektetett a városkép újraformálására, rendezett virágos kisváros kialakítására.

### 21. század
Az ezredforduló után a város határában ipari park létesült, a belvárosban pedig több bevásárlóközpont, szupermarket nyílt. A várost 2002-ben, 2006-ban és 2013-ban is árvíz fenyegette, amely miatt korlátozni kellett a vasúti forgalmat. Ennek megelőzésére új gátrendszert építettek a Duna Komárom és Almásfüzitő közötti szakaszán.

## Közélete

### Polgármesterei
- 1990–1994: Dr. Krajczár Gyula[17][18] (MSZP)
- 1994–1998: Dr. Krajczár Gyula (MSZP)[19]
- 1998–1998: Dr. Krajczár Gyula (MSZP-SZDSZ-Munkáspárt)[20]
- 1998–2002: Zatykó János (MSZP)[21]
- 2002–2006: Zatykó János (MSZP)[22]
- 2006–2010: Zatykó János (MSZP)[23]
- 2010–2014: Dr. Molnár Attila (Fidesz-KDNP)[24]
- 2014–2019: Dr. Molnár Attila (Fidesz-KDNP)[25]
- 2019–2024: Dr. Molnár Attila (Fidesz-KDNP)[26]
- 2024– : Dr. Molnár Attila (Fidesz-KDNP)[1]

## Népesség
A település népességének változása:
| Lakosok száma | 19 200 | 19 048 | 18 805 | 18 818 | 19 652 | 20 391 |
|               | 2013   | 2014   | 2017   | 2022   | 2023   | 2024   |

A 2011-es népszámlálás során a lakosok 83,4%-a magyarnak, 0,7% cigánynak, 0,8% németnek, 0,2% románnak, 0,6% szlováknak mondta magát (16,5% nem nyilatkozott; a kettős identitások miatt a végösszeg nagyobb lehet 100%-nál). A vallási megoszlás a következő volt: római katolikus 28,7%, református 15,3%, evangélikus 1,1%, görögkatolikus 0,3%, felekezeten kívüli 20,3% (32,8% nem nyilatkozott).
2022-ben a lakosság 87,7%-a vallotta magát magyarnak, 0,7% szlováknak, 0,6% németnek, 0,5% cigánynak, 0,2% ukránnak, 0,1-0,1% románnak és lengyelnek, 3,1% egyéb, nem hazai nemzetiségűnek (12,1% nem nyilatkozott; a kettős identitások miatt a végösszeg nagyobb lehet 100%-nál). Vallásuk szerint 22,5% volt római katolikus, 13,4% református, 0,8% evangélikus, 0,4% görög katolikus, 1% egyéb keresztény, 0,9% egyéb katolikus, 18,8% felekezeten kívüli (41,9% nem válaszolt).
Az 1910-ben, Újszőnnyel való egyesítés után az akkor még egységes Komáromnak 22 337 lakosa volt. A szlovák rész 1938-ban történt visszacsatolást követen, 1940-ben Komáromot 30 842-en lakták, amelyből 21 957 fő volt az északi parti városrész népessége, 8885 fő pedig a déli városrészé, ami utóbbi tulajdonképpen a mai Komáromot jelöli.

## Földrajz
Komárom a Kisalföld csücskén, a Duna és Vág folyók összefolyásánál, a jobb parton fekszik. Itt ér véget Európa legnagyobb hordalékkúpja a Csallóköz. A város területe Komárom-Esztergomi-síksághoz, azon belül az Almás–Táti-Duna-völgyhöz tartozik. Ezt a területet az időről-időre kiöntő folyók töltötték fel, de a folyókat a hajózhatóság és az árvizek miatt ma már szabályozzák. A város területe teljes egészében ártéri síkságon terül el, amelyet homoktalaj és öntéstalaj borít. Ennek megfelelően a környékre a mezőgazdasági művelés, illetve a felszíni kavicsbányászat jellemző. Az ártéri területek ma is süllyednek, a folyóvíz és a szél által fokozatosan töltődnek fel. A vastag, vízzáró üledéktakarónak köszönhetően a mélyben gyógyító hatású rétegvízkészlet húzódik.

### Földmozgások
Bár a Kárpát-medencében ritkák a földrengések, Komárom szeizmikusan az ország egyik legaktívabb területe. Itt történt Magyarország legerősebb földrengése, az 1763-as komáromi földrengés, amely a Richter-skálán 6,3-as fokozatú. A rengést húszéves ismétlődéssel több utórengés is követte, mire az aktivitás lecsökkent. Ennek ellenére viszonylag gyakoriak a kisebb földmozgások, a legutolsó 2013 januárjában történt és 3,4-es erősségű volt.

### Éghajlat
Komárom a mérsékelt övben helyezkedik el, kontinentális éghajlatú város. A legmelegebb hónap a július. Az évi napfénytartam 2000 óra, a csapadékmennyiség 550–600 mm körül alakul. A Magyarországon számontartott legmagasabb napi maximumhőmérsékleti rekordok közül hármat is Komáromban mértek. 1992. augusztus 26-án 38,6 °C, augusztus 28-án 38,7 °C, augusztus 29-én 38,8 °C volt. A nyári hónapokban gyakran alakulnak ki heves, ám rövid záporok és zivatarok, ezért a leesett csapadék mennyisége magas. A városban az nyugati-északnyugati széljárás az uralkodó.
| Hónap                                       | Jan. | Feb. | Már. | Ápr. | Máj. | Jún. | Júl. | Aug. | Szep. | Okt. | Nov. | Dec. | Év   |
| ------------------------------------------- | ---- | ---- | ---- | ---- | ---- | ---- | ---- | ---- | ----- | ---- | ---- | ---- | ---- |
| Átlagos max. hőmérséklet (°C)               | 1,2  | 4,0  | 9,6  | 22,7 | 23,0 | 24,3 | 28,8 | 27,7 | 24,3  | 14,3 | 9,8  | 3,8  | 16,2 |
| Átlaghőmérséklet (°C)                       | −1,6 | 1,1  | 5,9  | 15,2 | 16,8 | 18,5 | 22,0 | 21,6 | 17,9  | 10,2 | 6,5  | 1,0  | 11,3 |
| Átlagos min. hőmérséklet (°C)               | −4,4 | −1,8 | 2,1  | 7,7  | 10,5 | 12,8 | 15,2 | 15,5 | 11,5  | 6,1  | 3,2  | −1,7 | 6,4  |
| Átl. csapadékmennyiség (mm)                 | 45   | 77   | 43   | 3    | 9    | 70   | 54   | 73   | 34    | 19   | 46   | 62   | 533  |
| Forrás: Komárom 2009. évi időjárási adatai. |      |      |      |      |      |      |      |      |       |      |      |      |      |

## Városszerkezet, fejlődés

### Belváros

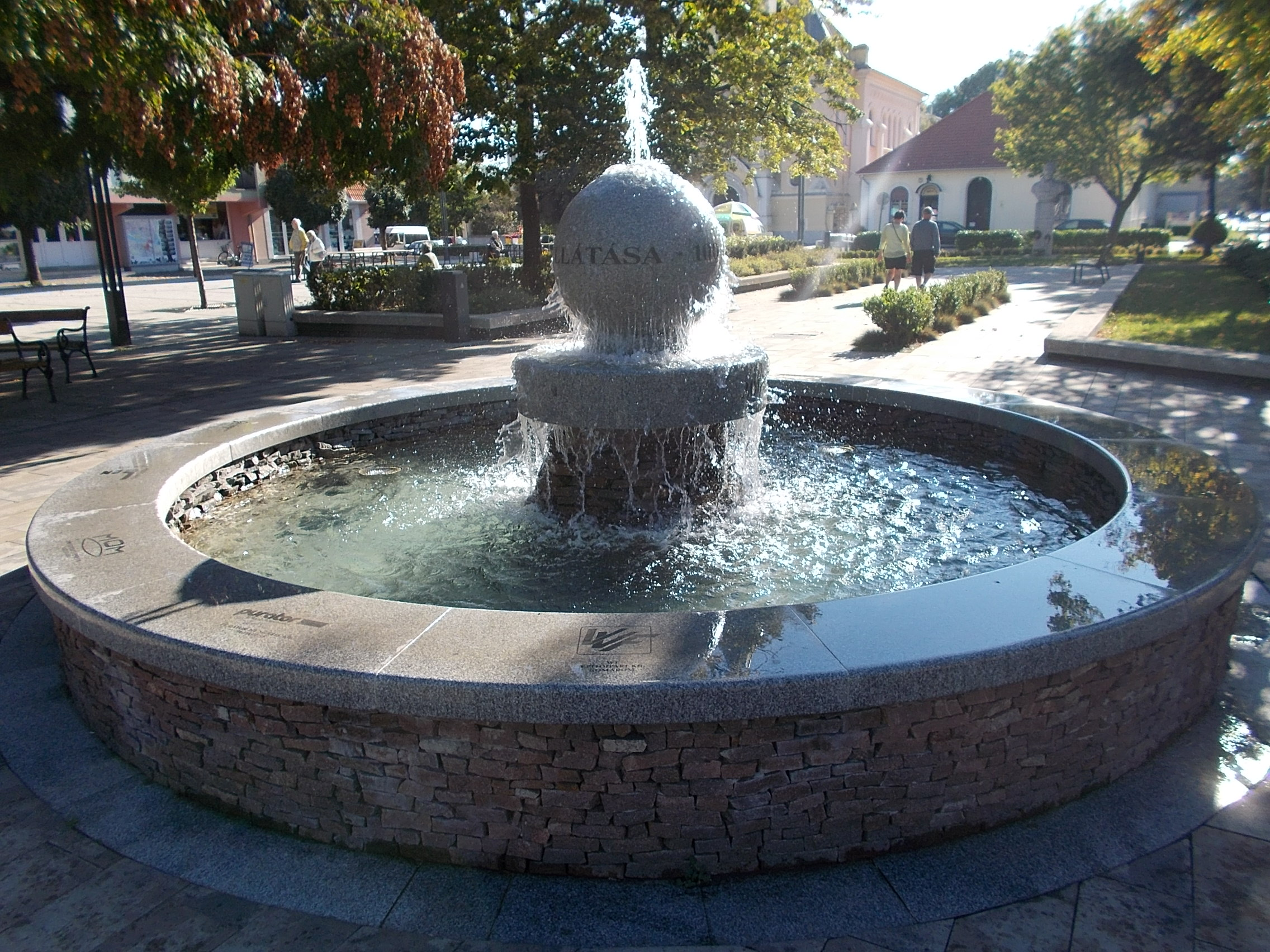
A Jókai-tér szökőkútja

Komárom belvárosának (Új Szőny) igazi fejlődése az első világháborút követően indult meg. 1919 és 1938 között ötszáz magánház épült fel, így a hétutcás településből 1938-ra negyvenutcás város lett. A városba 1920-ban vezették be a villanyt, 1927-ben pedig megoldódott a vízellátás is Észak-Komáromból. A Városi Székház (polgármesteri hivatal) és a Pénzügyi Igazgatóság neobarokk épületeit (1929) követően épült fel a rendőrség épülete 1930-ban. A gyarapodó település 1930-ban lett járási székhely, így rövidesen megépült a járásbíróság épülete (1935) valamint a pénzügyőri laktanya is. Ez utóbbi ma a Klapka György Múzeumnak ad otthont. Ebből az időszakból való több egyházi épületet is, például a zsidó imaház (1926), a református templom (1927), a baptista és evangélikus imaházak. A városi népkönyvtár 1927-ben épült, majd ezt követte 1930-ban a városi filmszínház. Mindkét intézmény megtartotta eredeti funkcióját, és napjainkig működik.[forrás?] A Komárom vasútállomás illetve a mai autóbusz-állomás közelében 1937-ben épült fel a Jézus szíve katolikus nagytemplom. Az iskolai férőhelyek növekvő igénye magával hozta a református és a katolikus elemi iskola, valamint az állami polgári iskola felépítését is. A város még ugyanebben az évben (1937) magánzeneiskolával, strandfürdővel, valamint saját vágóhíddal gazdagodott. Ekkor létesült a komáromi textilgyár és a vasöntöde. A nagy gazdasági világválság megszüntette a szövőgyárat és az asztalosárugyárat. Az egyesületi élet is fejlődésnek indult (Önkéntes Tűzoltó Testület, Football Club, Levente Egyesület, Katolikus Kör stb.).

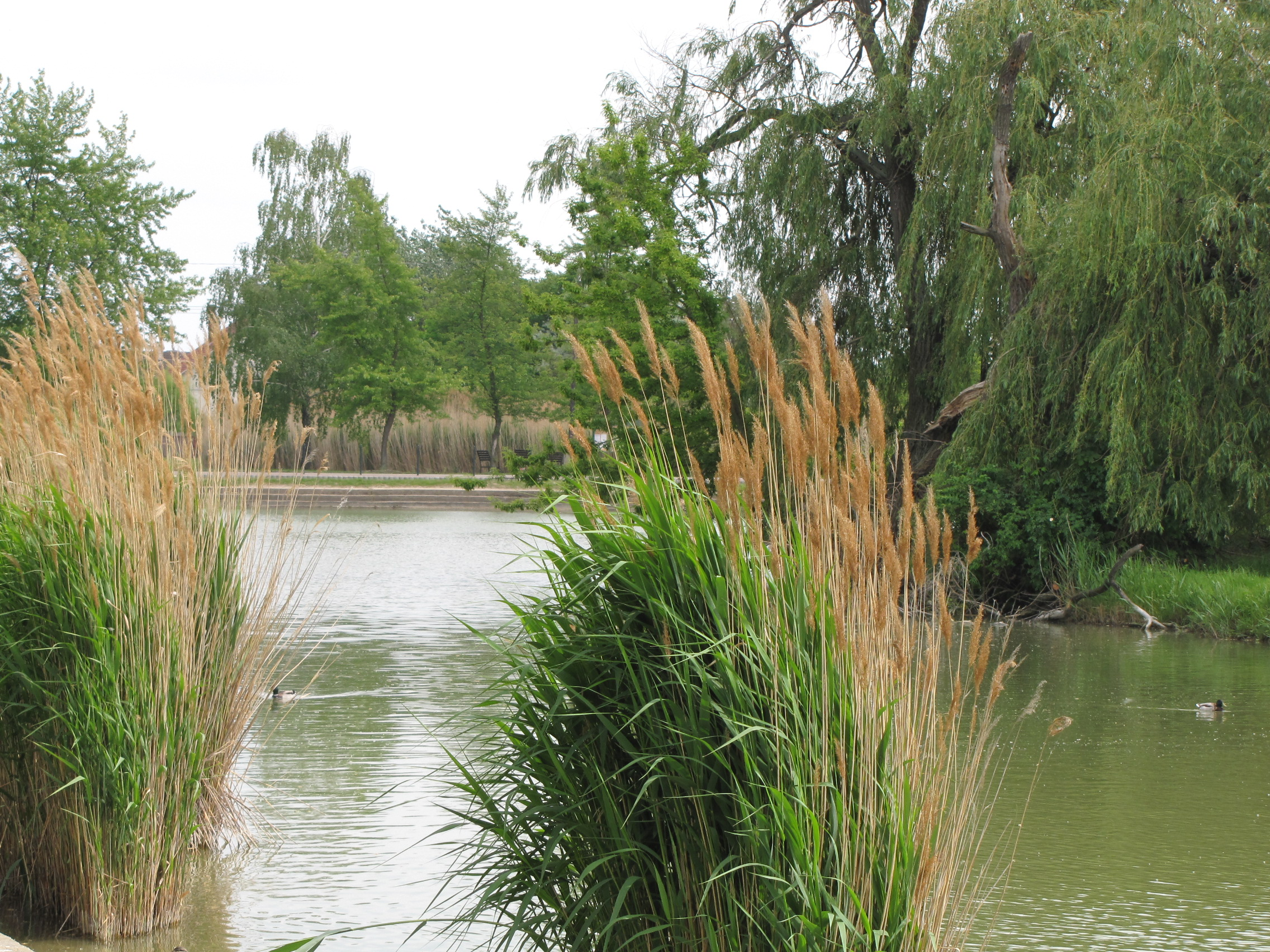
A Rüdiger-tó nádasa

A belváros területén található a Csillag- és az Igmándi erőd. A Csillagerőd felújítása és bővítése 2019. őszre készült el, területén a Szépművészeti Múzeum gipszmásolat gyűjteményéből állandó kiállítást rendeztek be, melyet 2021 őszén nyitottak meg.; az Igmándi erőd már hosszabb ideje múzeumként szolgál. Az erődhöz közel található a Rüdiger-tó és egy kicsiny park. A horgászható Rüdiger-tó városszerte ismert az itt élő tőkés récékről, amelyek a tó egyetlen apró szigetén fészkelnek. Ettől nem messze helyezkedik el a Szabadság-tér, amelyet a Polgármesteri Hivatal és a Petőfi Sándor Általános Iskola fog közre. A centrumban, az 1-es és 13-as utak találkozásánál található a Jókai-tér. A téren áll a város vízellátásának 100 éves évfordulójának tiszteletére emelt szökőkút.

### Szőny
Szőny (vagy Ószőny) kezdetben önálló község, majd 1971-től nagyközség volt, a mai Komárommal 1977-ben egyesült. A városrész a Székesfehérvár–Komárom-vasútvonaltól keletre esik, ma már egészen Almásfüzitő Nagykolóniáig ér. Szőnyt kettészeli az 1-es főút. A városrész keleti határában található MOL Nyrt. egyik telephelye, tartályparkja és kikötője; valamint a hozzá épített MOLAJ lakótelep. A lakótelephez közel található a városi tűzoltóság, illetve a KVSE (Komárom Városi Sportegyesület) sportkomplexuma két futball-, négy teniszpályával, lőtérrel valamint a hozzá tartozó öltözőkkel és büfékkel.
A városrész történelmi központja felé közeledve épült fel az Újtelep, a hidegháború utáni településfejlesztés szép példája. A lakóövezet utcái szabályos rácsszerkezetet alkotnak: 3 egymással párhuzamos észak-déli irányú, 1,2 km hosszú utca és az ezeket keresztező 8 kelet-nyugati irányú, 700 méter hosszú utca alkotja. A lakótelep központja az ikertér, amely a 2 átlós utca találkozásánál fekvő, csúcsban érintkező két háromszög alaprajzú terület. Az általános iskola, óvoda, bölcsőde, a távolsági autóbusz-megálló, és a Szőny vasúti megállóhely is legfeljebb negyedóra sétával elérhető a lakótelep legdélibb utcájától is. A sok zöldterülettel rendelkező lakótelepen több üzlet és játszótér is működik, hogy ellássa az itt lakó közel 4000 embert. A szőnyi városrész szívében található Komárom város kórháza, a Selye János Kórház, amelyet a második világháború után alakítottak ki az 1904-ben épült Gyürky-kastélyból. Itt található még az 1777-ben épült római katolikus, illetve az 1787-es református templom. Valamivel nyugatabbra helyezkedik el a szőnyi vásártér. A kihasználatlan zöldterületen közösségi rendezvények kapnak helyet, illetve itt folytak a római katonai tábor ásatásai.

### Koppánymonostor
Koppánymonostor a belvárostól és a Monostori erődtől nyugatra fekvő városrész, közigazgatásilag 1922-től tartozik Komáromhoz. A középkorban e területen a Katapán nemzetség monostora adott otthont a Szent Benedek rend regulái szerint élő barátoknak, első említése 1222-ből való. A monostor lakói a török elől menekülve, valószínűleg 1529-ben hagyták sorsára az épületeket. A rövid ideig hiteles helyül is szolgáló monostor romjai 1757-ben még felismerhető állapotban voltak, helyén ma szivattyútelep áll. A monostor emlékét a városrész neve mellett a koppánmonostori apáti cím, és egy az épületből fennmaradt kőoroszlán őrzi. Ez utóbbi a Klapka György Múzeumban található. Koppánymonostor jeles műemléke az 1709-ben állított Nepomuki Szent János barokk szobor. A koppánymonostori Duna-parton a 19. század végétől kezdődően politikusok, kereskedők építették fel villáikat. A településnek a 20. század elején körülbelül ötszáz lakosa volt. Koppánymonostor ma is csendes, nyugodt üdülőövezet, gyönyörű Duna-parttal. Az 1-es főút forgalma teljesen elkerüli. Koppánymonostor vasúton nem közelíthető meg. A városrésztől délre található a folyamatosan bővülő komáromi ipari park, amely a déli elkerülőút révén összeköttetésben áll az M1 autópályával.

## Gazdaság
- SK On Hungary Kft.

## Közlekedés

### Közút

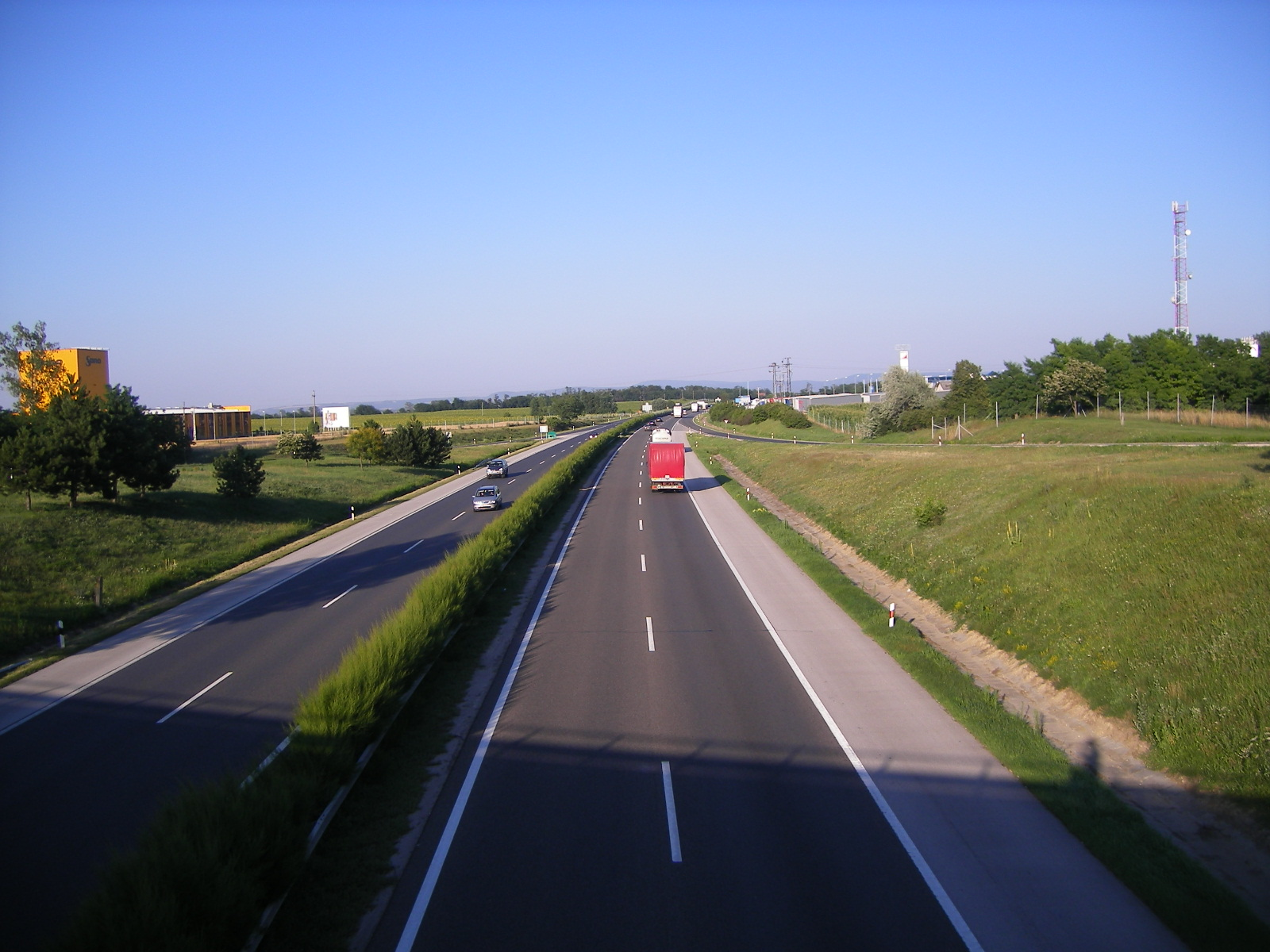
M1-es autópálya, komáromi lehajtó

Komárom közúti, vasúti és vízi közlekedési csomópont. A város a Bécs/Pozsony-Budapest közlekedési folyosón fekszik, a települést délről elkerülő M1-es autópálya révén mindhárom ország fővárosa körülbelül egy óra alatt elérhető. A várost kettészelő 1-es főúton nyugati irányban érhető el Győr, keleti irányban pedig Tatabánya. A Székesfehérvár-Érsekújvár észak-déli közlekedési folyosó a jelentősége dacára nem kiépített.
Az észak-déli irányú tranzitútvonal a 13-as főúton éri el a várost, korábban áthaladt annak központján is, majd a belvárosban lévő Erzsébet hídon áthaladva érte el Szlovákia területét; a 2010-es évek végén viszont átadták a város délnyugati elkerülőjét, 2020-ban pedig az ahhoz csatlakozó Monostori hidat is, így a forgalom ma már így éri el a szlovákiai 64-es főutat, amely Érsekújvár és Nyitra érintésével egészen Zsolnáig vezet. Az elkerülő egy ideig a 131-es útszámot viselte, majd a 13-as főút részévé nyilvánították, így viszont a 13-as addigi, belterületet is érintő szakasza a 132-es főút lett, túlparti folytatása pedig a 64a számozást kapta.
A környező települések közül a várost Tatával (Naszály érintésével) a 8139-es, Koccsal (Mocsán keresztül) a 8142-es út köti össze.

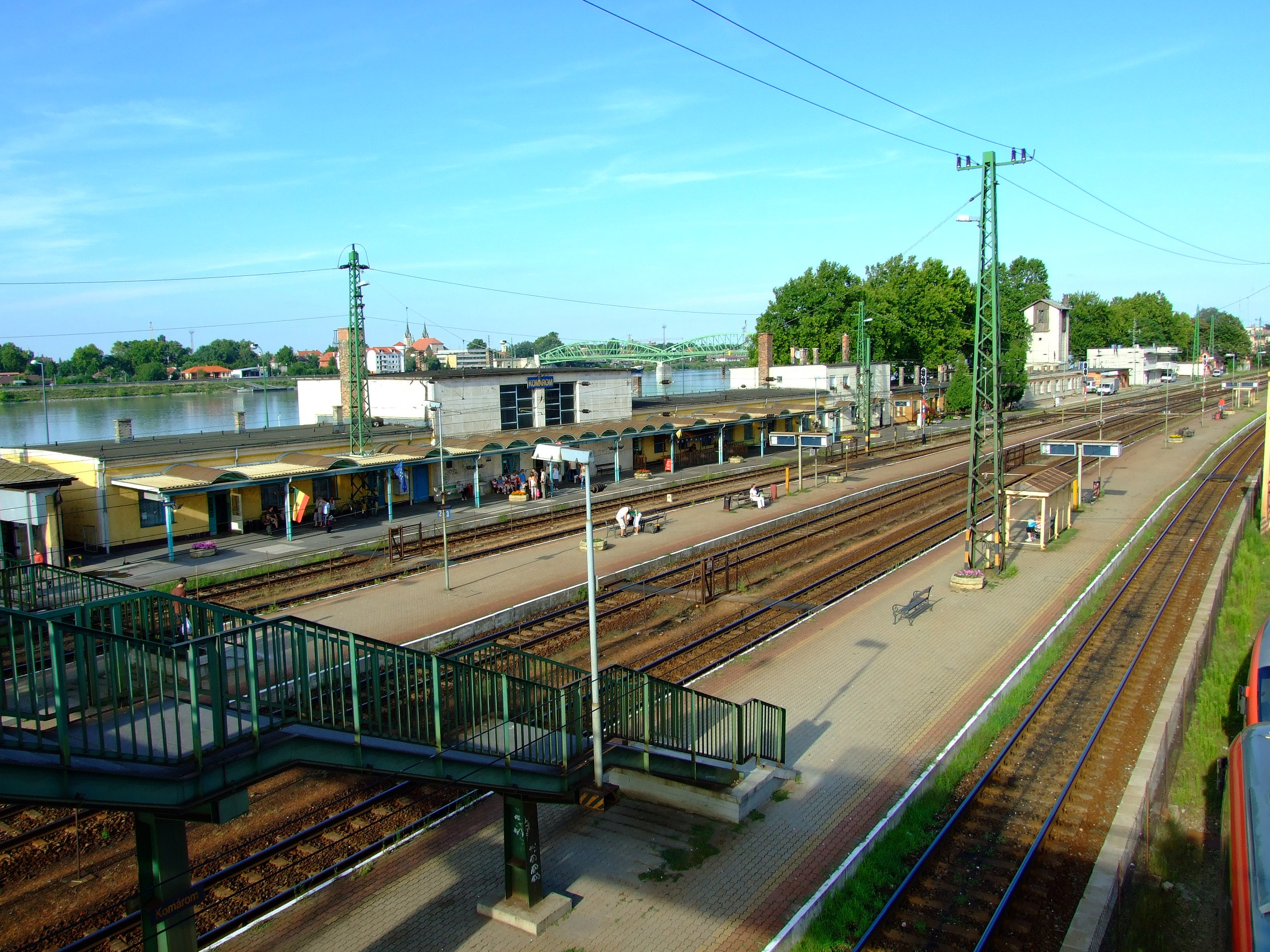
Komárom vasútállomás

### Vasút
Komárom vasúton Budapest és Bécs irányából az 1-es vasúti fővonalon érhető el. A vonalon fekszik a központi Komárom vasútállomás, és Szőny megállóhely is, amelyek jelentős személyforgalmat bonyolítanak. A vasútállomásra érkeznek be az Esztergom–Almásfüzitő-vasútvonalon (4-es fővonal) közlekedő vonatok is, ezeknek ugyanis Komárom a végállomása. A központi állomástól indul ki a Komárom–Érsekújvár-vasútvonal (1T illetve 135-ös fővonal), amely a komáromi vasúti összekötő hídon keresztezi a Dunát, valamint az 5-ös számú Székesfehérvár–Komárom-vasútvonal is. Utóbbi vonalon található a Szőny-Déli megállóhely, habár a vonalak a személyforgalom csekély és inkább a teherforgalom a számottevő. Az ezredforduló után többször felvetődött a V0 vasúti elkerülő kiépítése Budapest körül, a lehetséges nyomvonalváltozatok között több olyan is szerepel, amelynek kezdőpontja Komárom. A V0 megépítése azonban bizonytalan, egyelőre csak koncepcionális szinten tart.

### Vízi
Komárom vízi közlekedése a Duna közelsége és jelentős forgalma ellenére viszonylag csekély. A vasútállomás közelében található kikötőben személyforgalom nem zajlik, turisztikai szerepe is csak a Monostori erődben kiépített kisebb kikötőnek van. A teherkikötő fejlesztése azonban 2015-ben megkezdődött, ennek befejezése után alkalmassá válik majd ipari méretű rakodások gyors elvégzésére, ezáltal pedig elosztó, átrakó funkciót láthat el a régióban. (A kikötő közúti elérését az 1-es főútból induló, és a vasútállomást is érintő 13 301-es számú mellékút biztosítja.) A város határában található még egy uszálylefejtő állomás, ahol elsősorban kőolajat fejtenek át a MOL szőnyi tározóiba.

## Turizmus és kultúra

### Komáromi erődrendszer
- Csillagerőd
- Igmándi erőd
- Monostori erőd

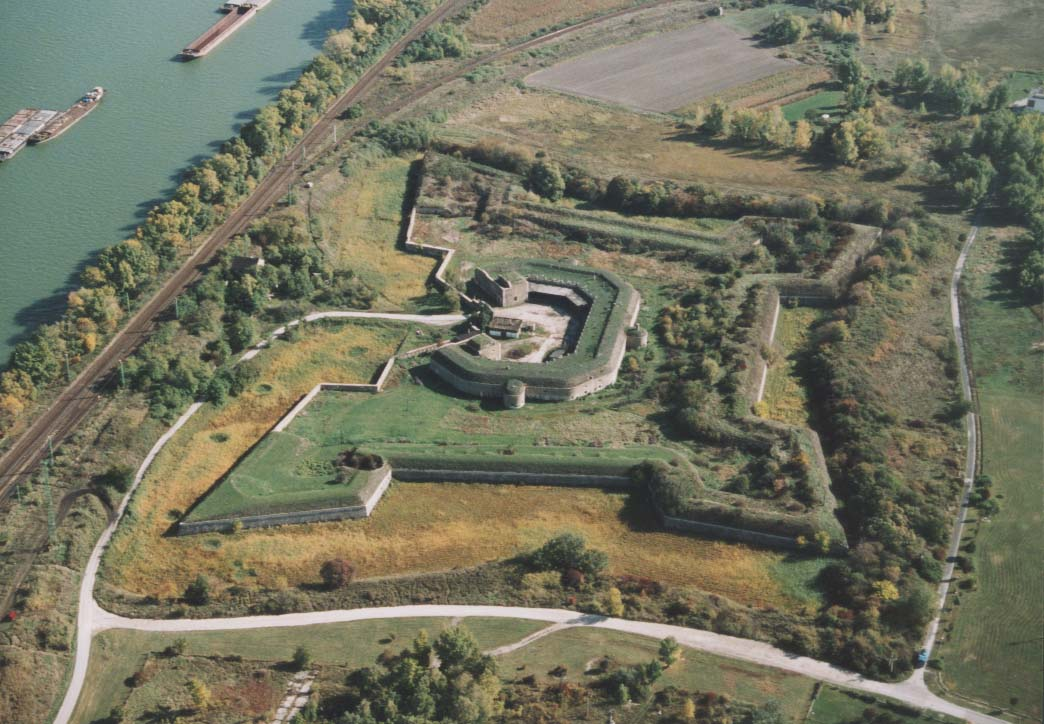
A komáromi Csillagerőd

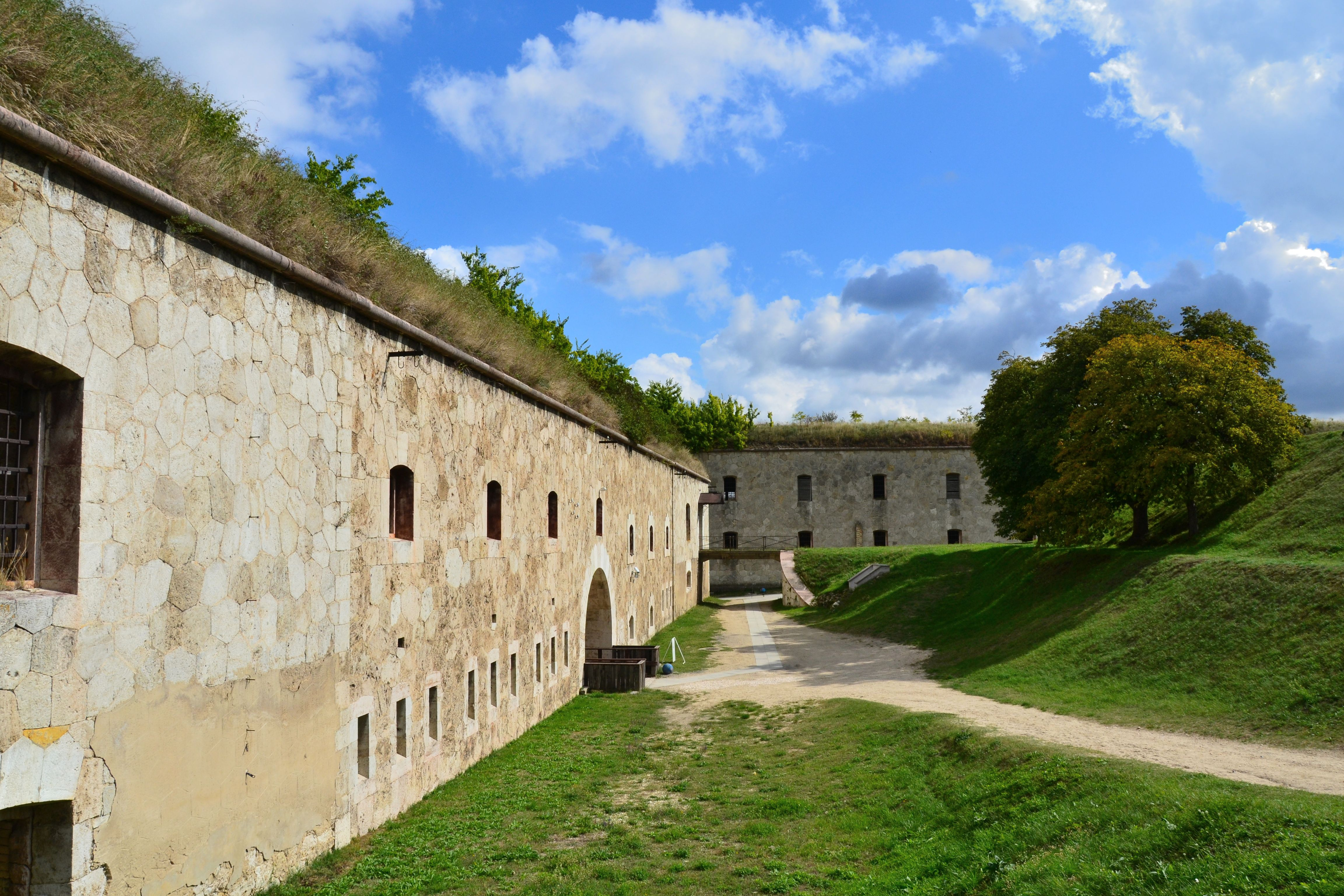
Monostori erőd, Dunai bástya

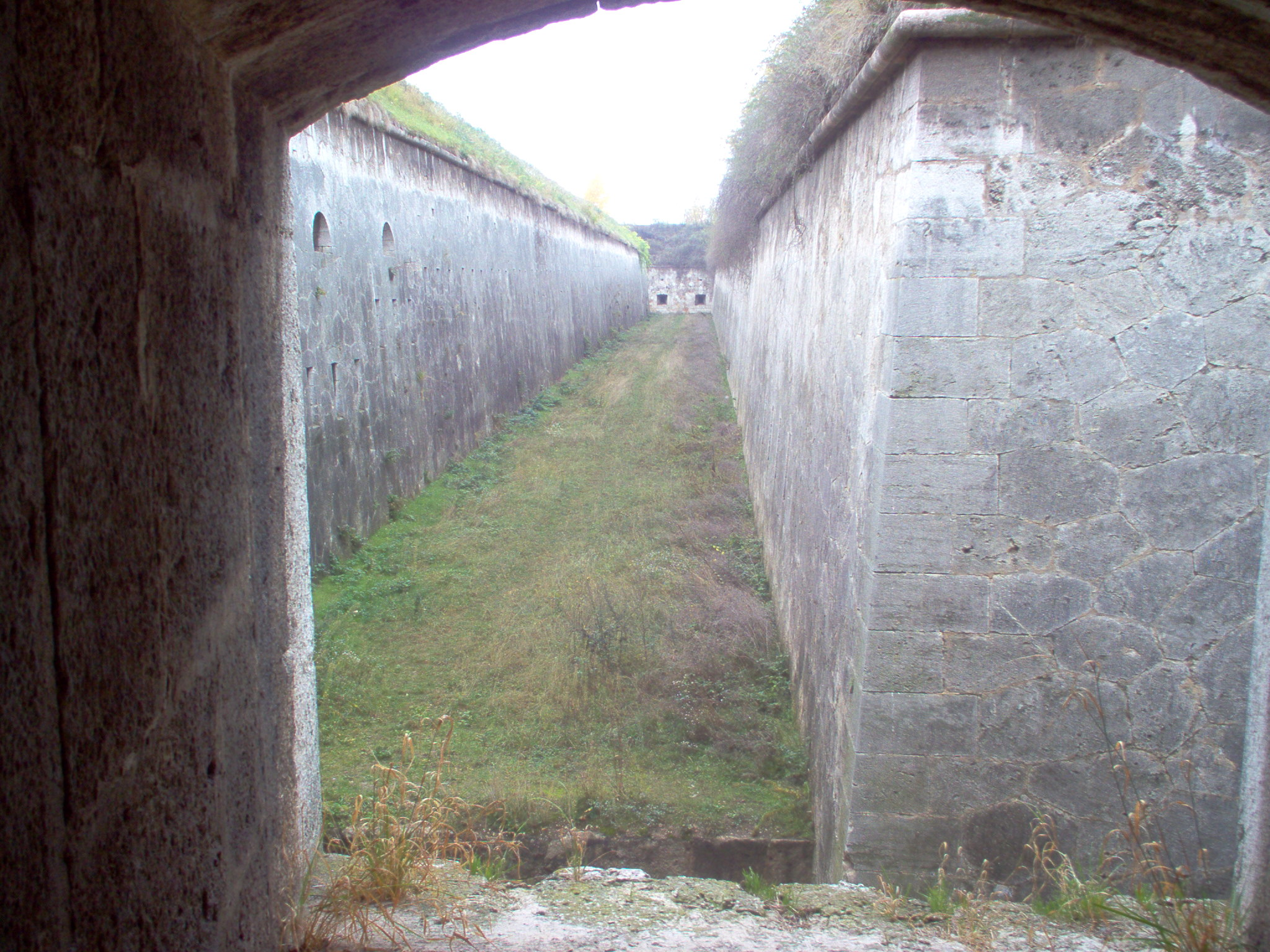
Igmándi erőd, harántsánc

A komáromi erődrendszer Európa legnagyobb hasonló létesítménye, ezért Szlovákia és Magyarország kezdeményezésére szerepel az UNESCO világörökség javaslati listáján. A komplexum öt erődjéből három Magyarországon fekszik, körbevéve a várost. A Csillagerőd a város erődrendszerének legidősebb tagja. Elődje, a Szent Péter palánk 1586-ban épült. Ez az erőd tartotta ellenőrzése alatt a Vág-Duna torkolatát. A másik két magyarországi erődtől abban különbözik, hogy széles vizesárok védte. Sorsa hányatatott, egy időben szükséglakásokat alakítottak ki benne, majd raktárként is funkcionált. A Térrfy Gyula utca és a 13-as főút találkozásában található Igmándi erőd az erődrendszer legfiatalabb tagja. 1871–1877 között épült, középkori, lesüllyesztett, olasz minta alapján. Érdekességei az ellenséges tűz szilánkhatásai ellen védelmet szolgáló harántsáncok, amelyek eredeti állapotukban láthatóak. Kazamatáiban tekinthető meg a Klapka György Múzeum lapidáriuma (kőtára). Közép Európa legnagyobb újkori erődje, a Monostori erőd 1850–1871 között épült a Bécset, a Dunántúlt és a Dunát védő komáromi erődrendszer egyik utolsó tagjaként. Korának legfejlettebb technikájával valósították meg, de mire befejezték, haditechnikailag elavult. A két világháború között a Magyar Királyi Honvédség laktanyaként és kiképzőközpontként használta. 1945-től 1991-ig a szovjet déli hadseregcsoport legnagyobb fegyverraktára volt. Ma már katonai szerepe megszűnt, kiállításoknak és kulturális rendezvényeknek ad otthont. Itt található, vagy kerül megrendezésre:
- a Kenyérmúzeum.
- a Várak, korok katonák című állandó kiállítás
- a haditechnikai kiállítás az erőd udvarán
- a Kitelepítettek és Deportáltak emlékműve
- a Nemzetközi Amerikai Autó Fesztivál
- a Komáromi Napok bizonyos rendezvényei

A komáromi erődrendszer, és a benne megtartott programok minden évben számos látogatót vonzanak szerte Európából. Az elmúlt években a két Komárom vezetése nagy hangsúlyt fektet a kapcsolatok erősítésére és a turizmus fejlesztésére, így a Komáromi Napokat egyidőben rendezik meg a Duna két oldalán, amelynek többek közt a Monostori erőd is időről-időre helyet ad. Az erőd udvara volt filmforgatás helyszíne, de helyet adott már hagyományőrző rendezvényeknek, és színházi előadásoknak, koncerteknek is. Az erőd kikötőjében előzetes egyeztetés után kikötésre is van lehetőség, amellyel a dunai városnéző hajókat célozzák.

### Gyógyfürdő és szabadidőpark
A legújabb régészeti ásatások tanúsága szerint Komárom fürdőkultúrája már 1700 éves múltra tekinthet vissza, hiszen már a rómaiak is építettek itt fürdőkomplexumot. A város alatti forrásokból 62 Celsius-fokos víz tör fel, amelyet 1967-ben gyógyvízzé nyilvánítottak. A gyógyvíz köré épült fürdő a belvárosban, jól megközelíthető helyen található. A kalcium-magnéziumhidrogénkarbonátos, kloridos és szulfátos hévíz elsősorban degeneratív gerinc és ízületi betegségek, mozgásszervi (reumatológiai) problémák valamint ortopédiai, traumatológiai és idegsebészeti műtétek kezelésére alkalmas. A gyógymedencéken és a gyógyászati szolgáltatásokon kívül a fürdő szaunával és szabadtéri medencékkel is rendelkezik.
A város déli határában található a komáromi szabadidőpark és strand. A park helyén korábban kavicsbánya volt, ezt alakították horgásztóvá 1995-ben. A tó mellett hamarosan kemping, majd rövidesen egy étterem épült fel. A szolgáltatások köre az elkövetkező években folyamatosan nőtt, óriáscsúszda és nagy vízfelületű szabadtéri strandmedencék létesültek. Az ezredforduló után a szabadidőparkban is termálvízkutat fúrtak. A szabadidőparkban minden évben szerveznek horgászversenyt és gyermektáborokat.

### Egyéb látnivalók

#### Belváros

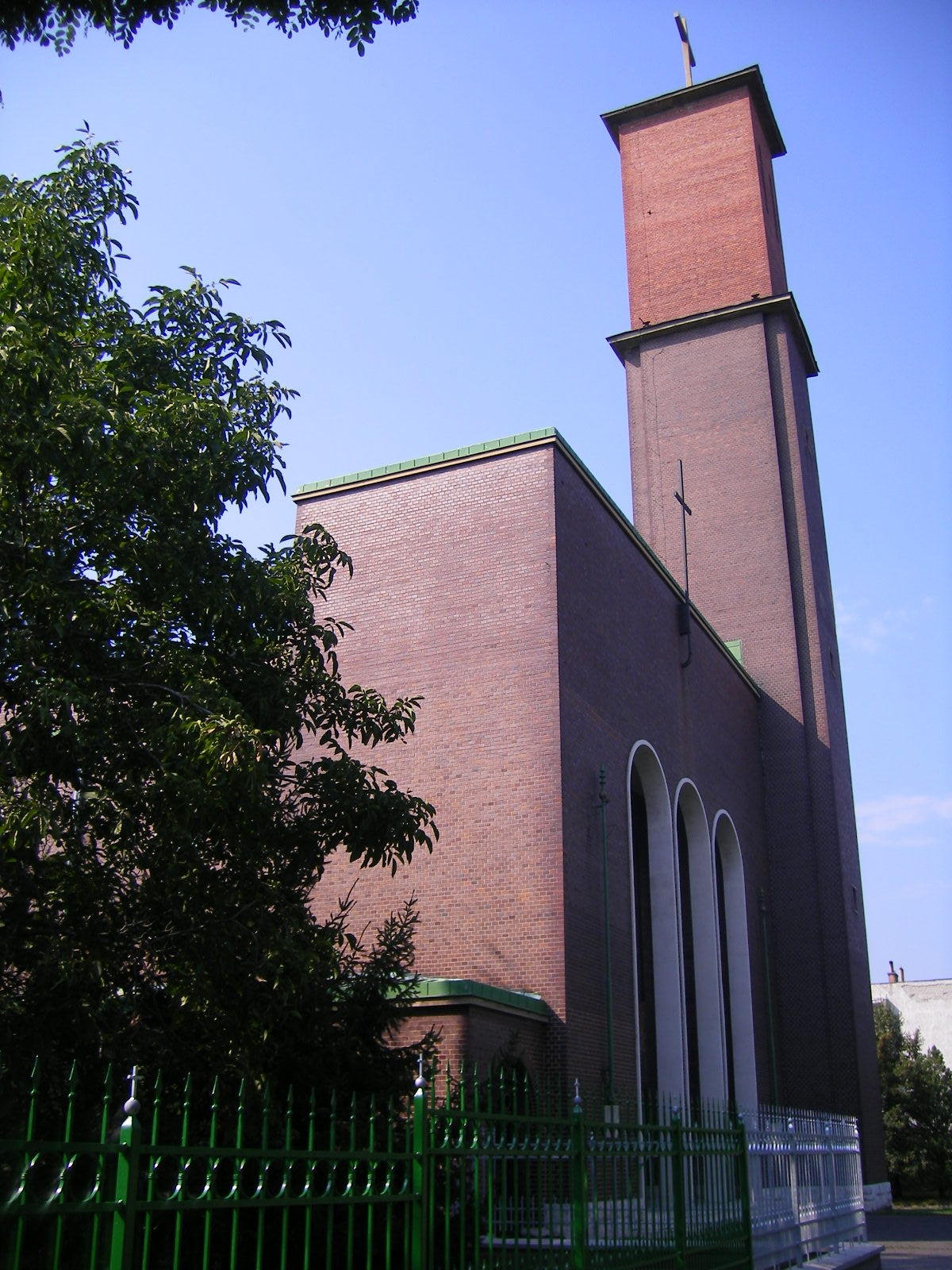
A Jézus szíve templom

- Református templom: A főtéren (Jókai téren) áll az 1747-ben épített református templom, melyet 1927-ben neoromán stílusban alakítottak át. Előtte Jókai Mór mellszobra áll. A templom mellett található a város egyik legrégebbi háza, amely egykor fontos postakocsi állomásként működött.
- Jézus szíve római katolikus templom: A modern egyházművészet jelentős alkotása 1937-ben készült. A '30-as évek kiemelkedő képzőművészeinek alkotásai díszítik. Szószékének kerámiaképei Kovács Margit alkotásai. A főbejárat felett Szemereki Teréz komáromi származású művész kerámiaképe látható.
- Szent Imre Általános iskola és Szent Teréz kápolna: Az egykori római katolikus elemi leányiskola és apácazárda 1923–1925 között épült. Az itteni apácáknak alakították ki a kör alaprajzú Szent Teréz kápolnát. Az iskolaépület bejárata feletti timpanonban lévő kitárt karú Krisztus kép Vilt Tibor munkája.
- Szent István rk. templom (kis templom): A tatai Szabó József építő mester tervezte és építette 1891-ben a főposta melletti Szent István térre.
- Klapka György Múzeum: A Kelemen László utca 22. szám alatt található Klapka György nevét viselő múzeum főépülete 1996-ban nyílt meg a korábban "finánc laktanyának'", majd fiú kollégiumnak használt épületben. A brigetiói ásatások tárgyi leletei szerepelnek az állandó kiállításon, illetve a nagyméretű terrazzo-padlós, freskó és stukkódíszes lakóházak maradványai. Az időszakos kiállítóteremben Komáromhoz kötődő képző-, és iparművészeti, valamint néprajzi és helytörténeti kiállításokat rendeznek.

- Lapidarium Brigetionense - római kőtár: Az Igmándi-erődben kialakított kőtárban láthatóak a Komárom keleti városrészében, Szőny (Brigetio) területén talált kőfaragványok. A halotti kultusszal kapcsolatos, az evilági életöröm túlvilági továbbélését szimbolizáló sírkövek és szarkofágok, valamint a római vallás sokrétűségét jelképező oltárkövek az itt lakó rómaiak mindennapjaival, az életről és a halálról alkotott elképzeléseivel ismertetnek meg.
- Magyar Tengerészet történeti Gyűjtemény: Az ország egyetlen összefüggő, a magyar kereskedelmi és haditengerészetével foglalkozó gyűjteménye. A gyűjteményt Juba Ferenc ajándékozta 1987-ben Komárom városának. A kiállítás a városi önkormányzat épületének alagsorában tekinthető meg.
- Czibor Zoltán emlékszoba: A komáromi származású világhírű labdarúgó, a legendás Aranycsapat balszélsőjének személyes emléktárgyaiból álló emlékszoba a városi sporttelep irodaépületében, a Sport utca 54. alatt tekinthető meg.

- Komáromi Kisgaléria: A Csokonai Művelődési Központban 1977-ben megnyílt galéria képzőművészeti kiállításoknak ad otthont.
- Turul-szobor: A szobrot 2012-ben emelték az 1-es és a 13-as főút kereszteződésében lévő körforgalom közepén, a trianoni békediktátum aláírásának és Komárom kettészakításának évfordulójára emlékezve. A szobor közadományokból épült.[45][46]
- A A cs. és kir. 5. Radetzky huszárezred emlékműve

#### Szőny
- Gyürky-kastély: Az első világháború előtt neobarokk stílusban épült kastély 1945-ig a Gyürky grófok családi kastélya volt. 1945 óta a Selye János Kórháznak ad otthont. A kastély kertjében botanikai ritkaságok is találhatók, például az elsőnek nyíló téltemető virág.
- Római katolikus templom: Az 1763-as földrengésben elpusztult háromhajós ősi rk. templom utódja. 1774 és 1778 között épült késő barokk stílusban. Freskója és szószéke valószínűleg Vogl Gergely és Bebo Károly építész munkája. Különlegessége, hogy a templom külső falába a felújítás során visszarakták az 1848–1849-es szabadságharc ágyúzásaikor becsapódott ágyúgolyókat.
- Római fürdőkomplexum és katonai tábor: Szőny területén ma is folynak a Brigetióhoz köthető archeológiai kutatások, és régészeti feltárások. A feltárt leletek egy része a városban elszórva került kiállításra, más részét azonban visszatemették.[forrás?]

## Oktatás

### Általános iskolák
- Koppánymonostori Általános Iskola

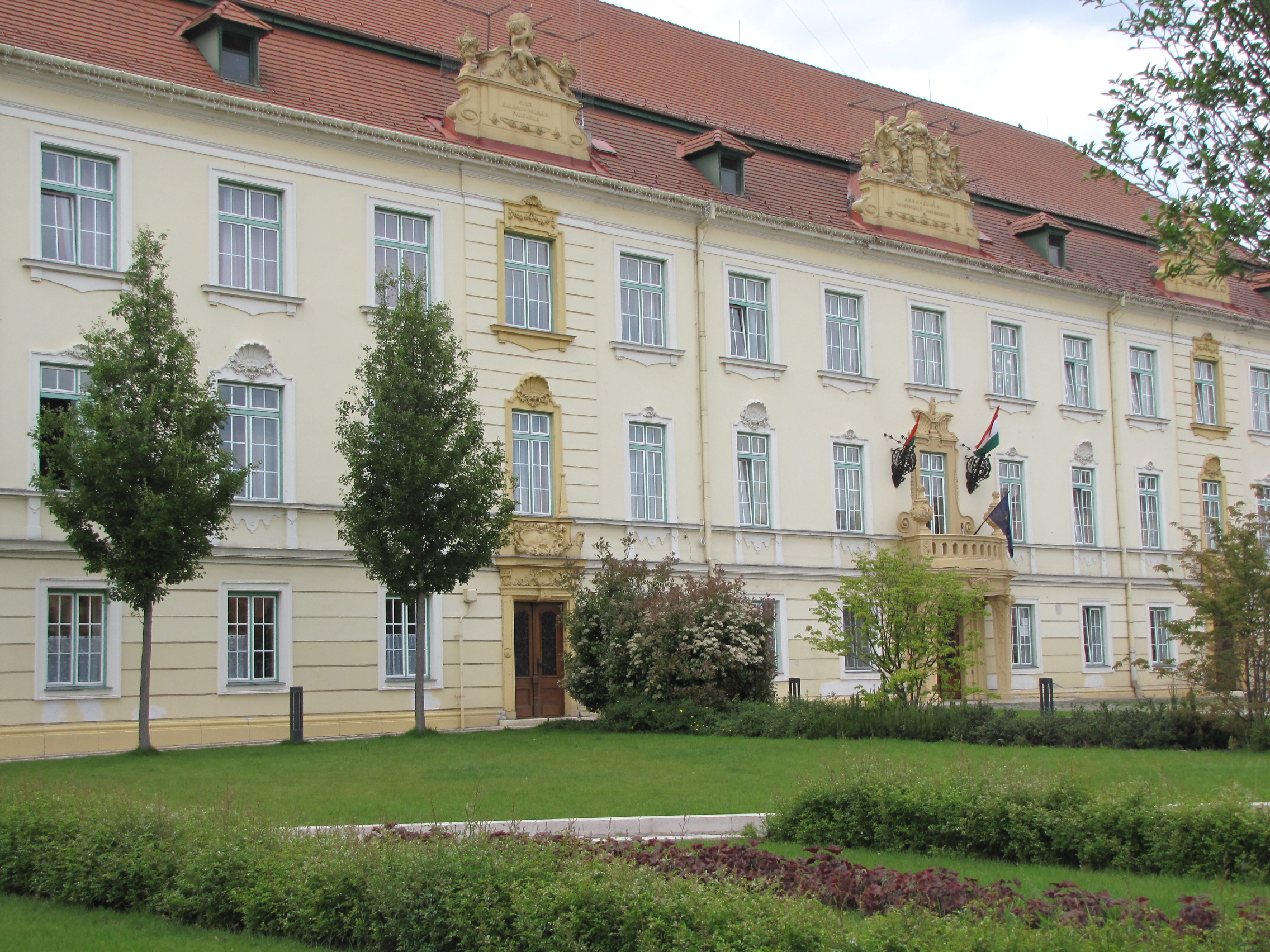
A Petőfi Sándor általános iskola épülete

- Egressy Béni Alapfokú Művészeti Iskola
- Feszty Árpád Általános Iskola
- K-EM-i Óvoda, Általános Iskola, Szakiskola, Készségfejlesztő Iskola és Kollégium Móra Ferenc Tagintézménye
- Petőfi Sándor Általános Iskola
- Szent Imre Római Katolikus Általános Iskola és Óvoda
- Szőnyi Bozsik József Általános Iskola

### Középiskolák, gimnáziumok
- Jókai Mór Gimnázium
- Kempelen Farkas Képesség- és Tehetségfejlesztő Alapítványi Gimnázium, Szakgimnázium, Szakközépiskola és Kollégium
- Pannon Kincstár Tanoda Gimnázium és Szakképző Iskola
- TSZC Alapy Gáspár Technikum és Szakközépő Iskola
- TSZC Széchenyi István Közgazdasági és Informatikai Szakgimnáziuma
- TSZC Kultsár István Szakgimnáziuma és Szakközépiskolája

## Nevezetes személyek
A jobbi parti Komáromban született több más jeles személy mellett:
- Csonka Péter természetfotós
- Dukay Barnabás zeneszerző
- Sidi Péter sportlövő, számszeríjász
- Szijjártó Péter politikus
- Tarr György olimpiai ezüstérmes kajakozó
- Zsolt Béla író, újságíró.

Itt élt és dolgozott:
- Alapy Gáspár polgármester
- Czibor Zoltán labdarúgó, a Komáromi Football Club alapítója

## Nemzetközi kapcsolatok

### Testvérvárosok
- Komárom, Szlovákia
- Lieto, Finnország
- Naumburg, Németország
- Judendorf-Straßengel, Ausztria
- Szászsebes, Románia
- Sosnowiec, Lengyelország

## Galéria

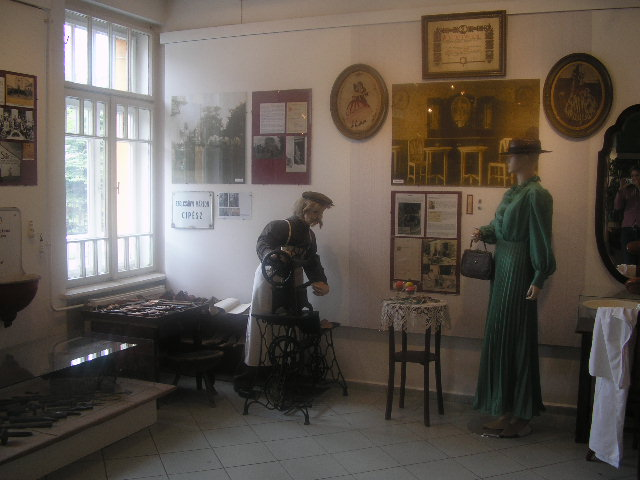
Időszaki kiállítás a város hőskoráról
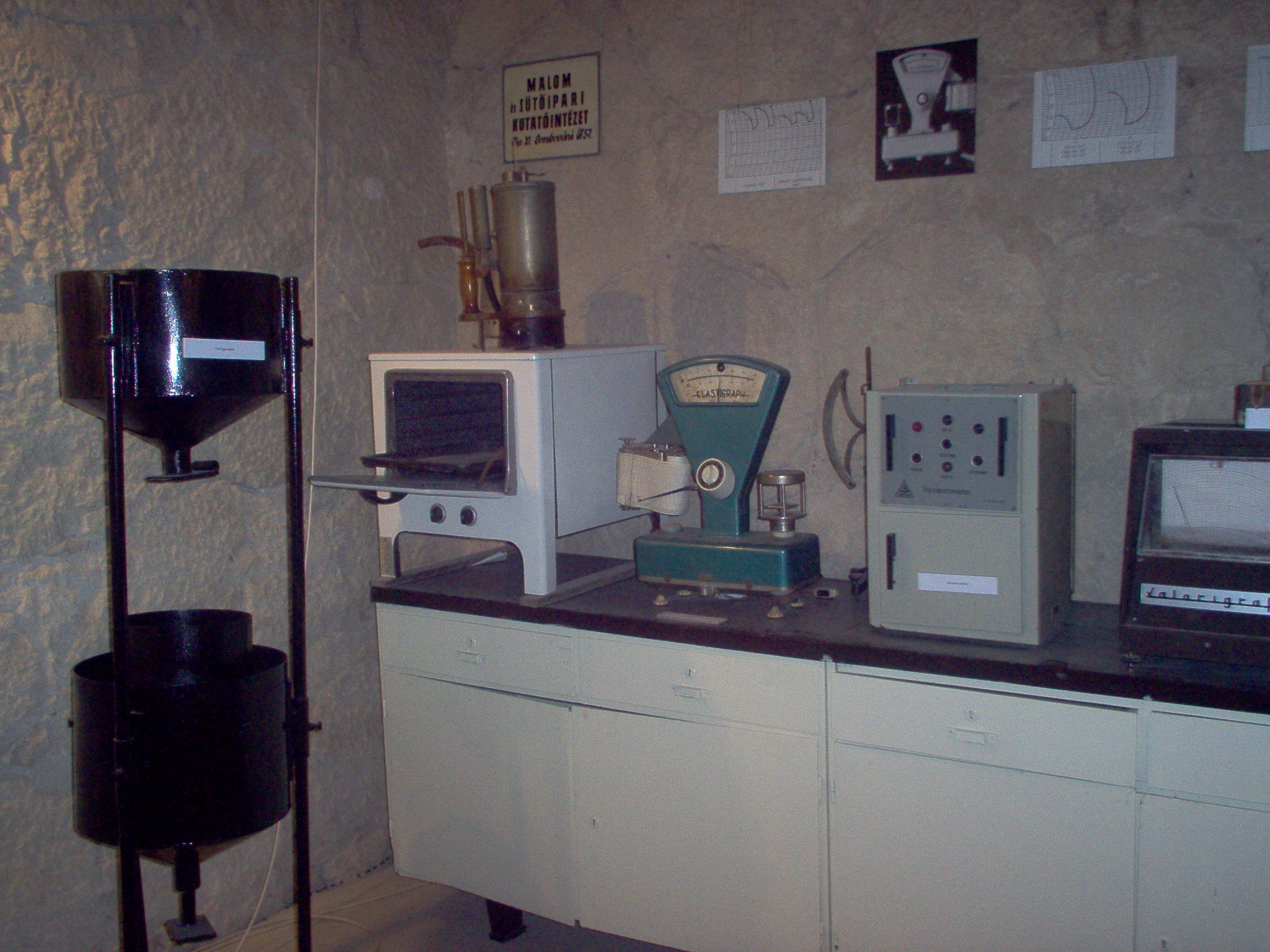
A kenyérmúzeumban
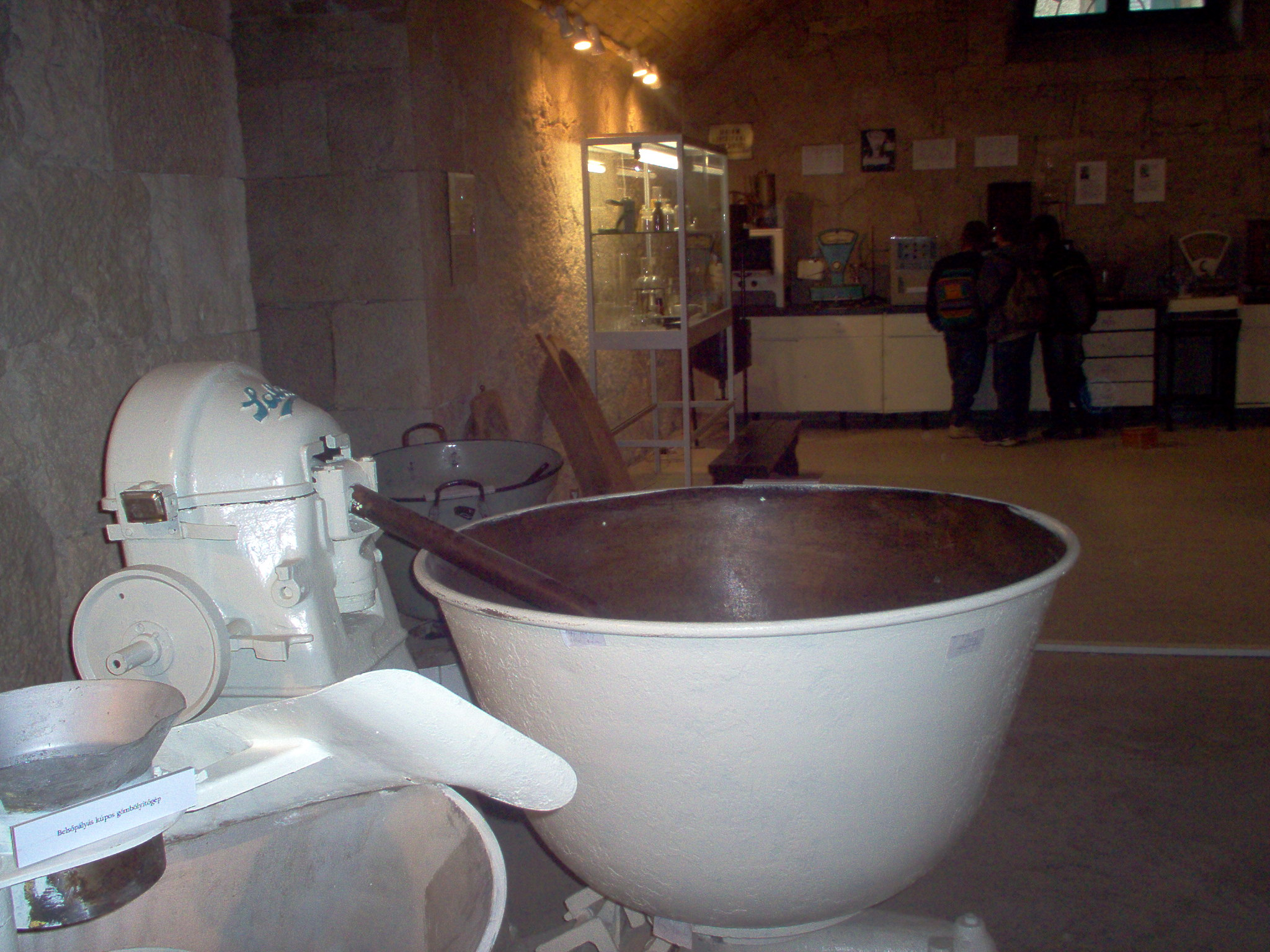
Így látták el az erőd lakóit
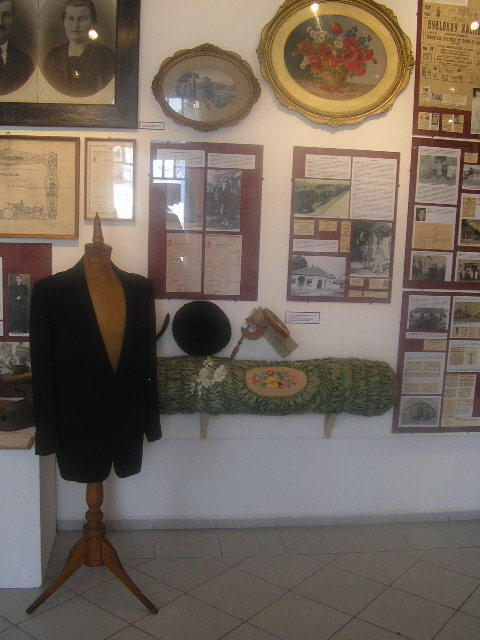
Kiállítás a hőskorról
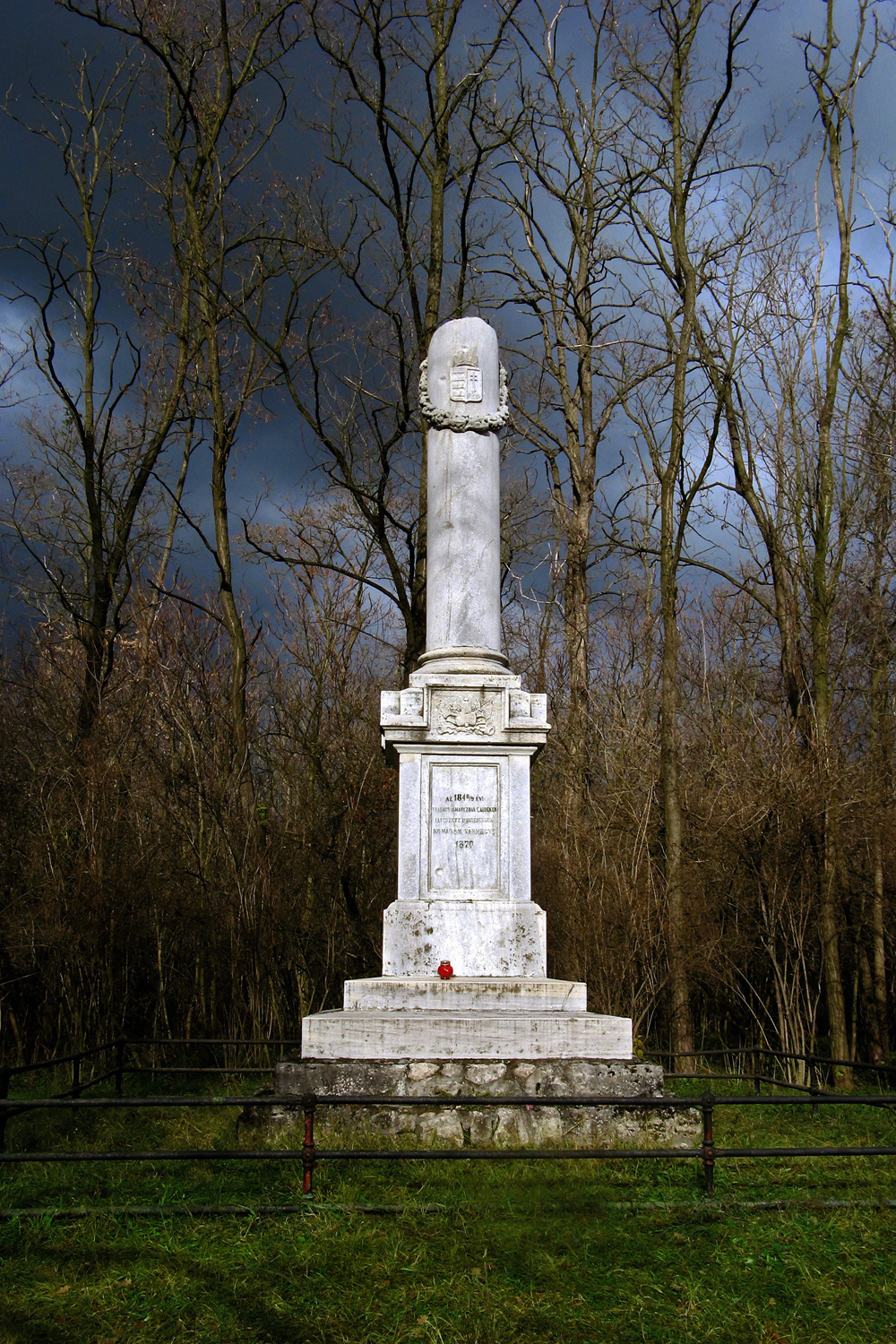
1849-es honvéd emlékmű az ácsi erdőben
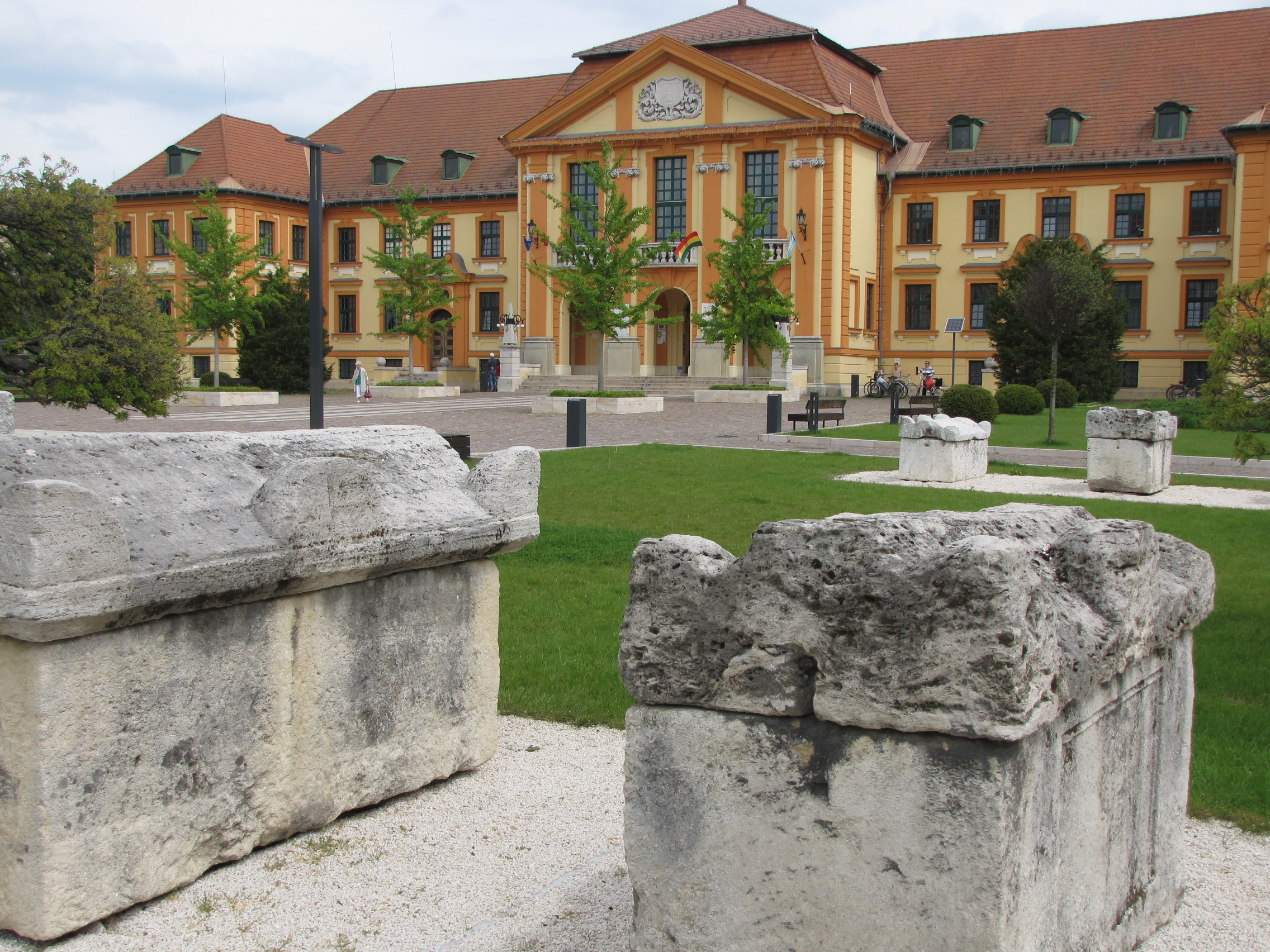
A Városháza a Szabadság téren
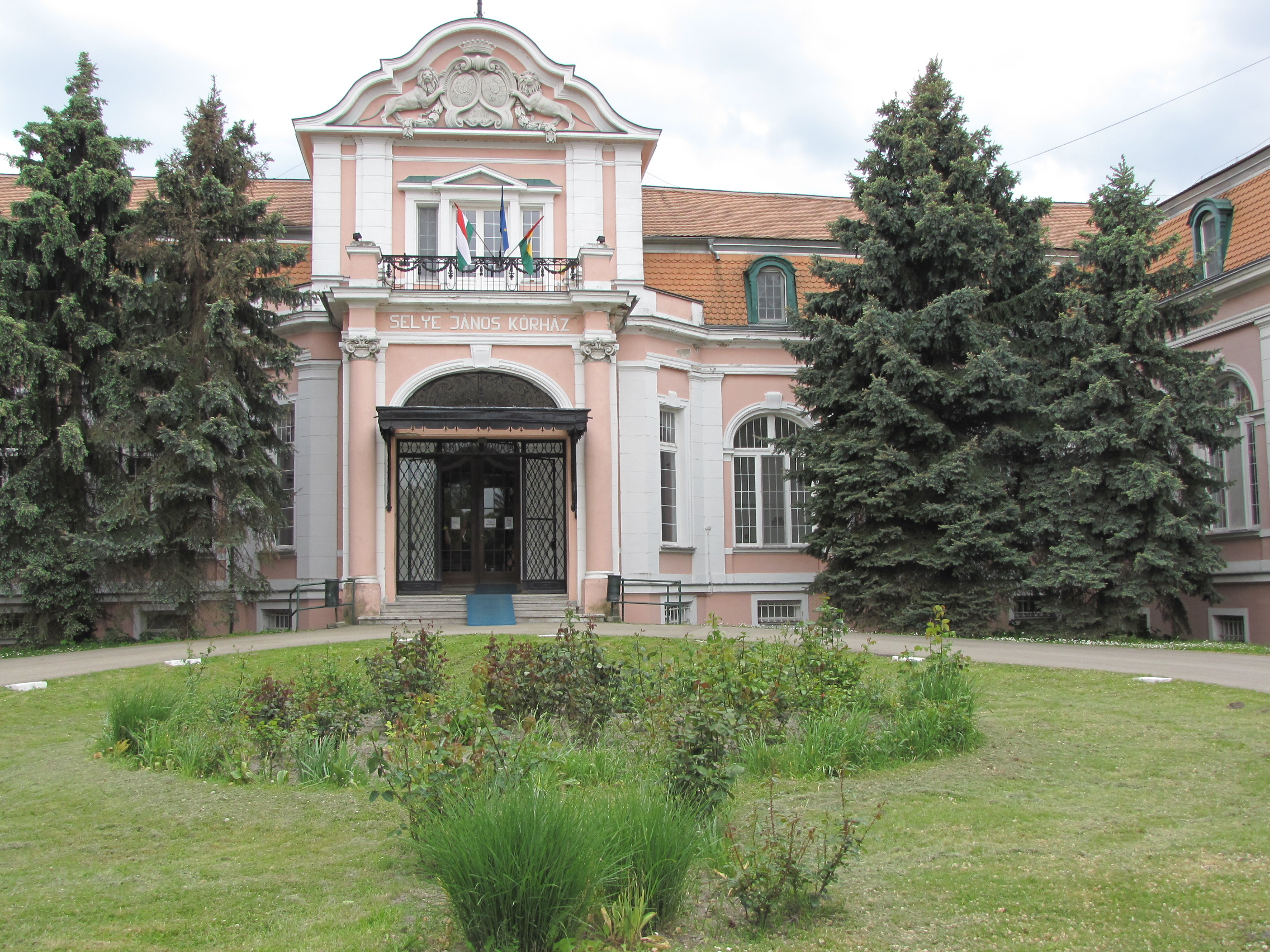
Szőny, a Solymosy–Gyürky-kastély
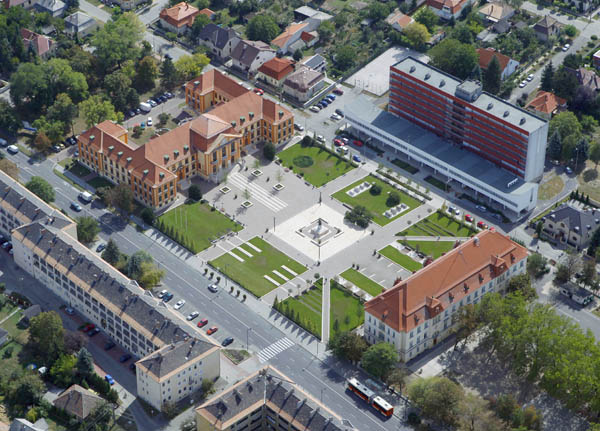
Komárom, Szabadság tér légi fotón
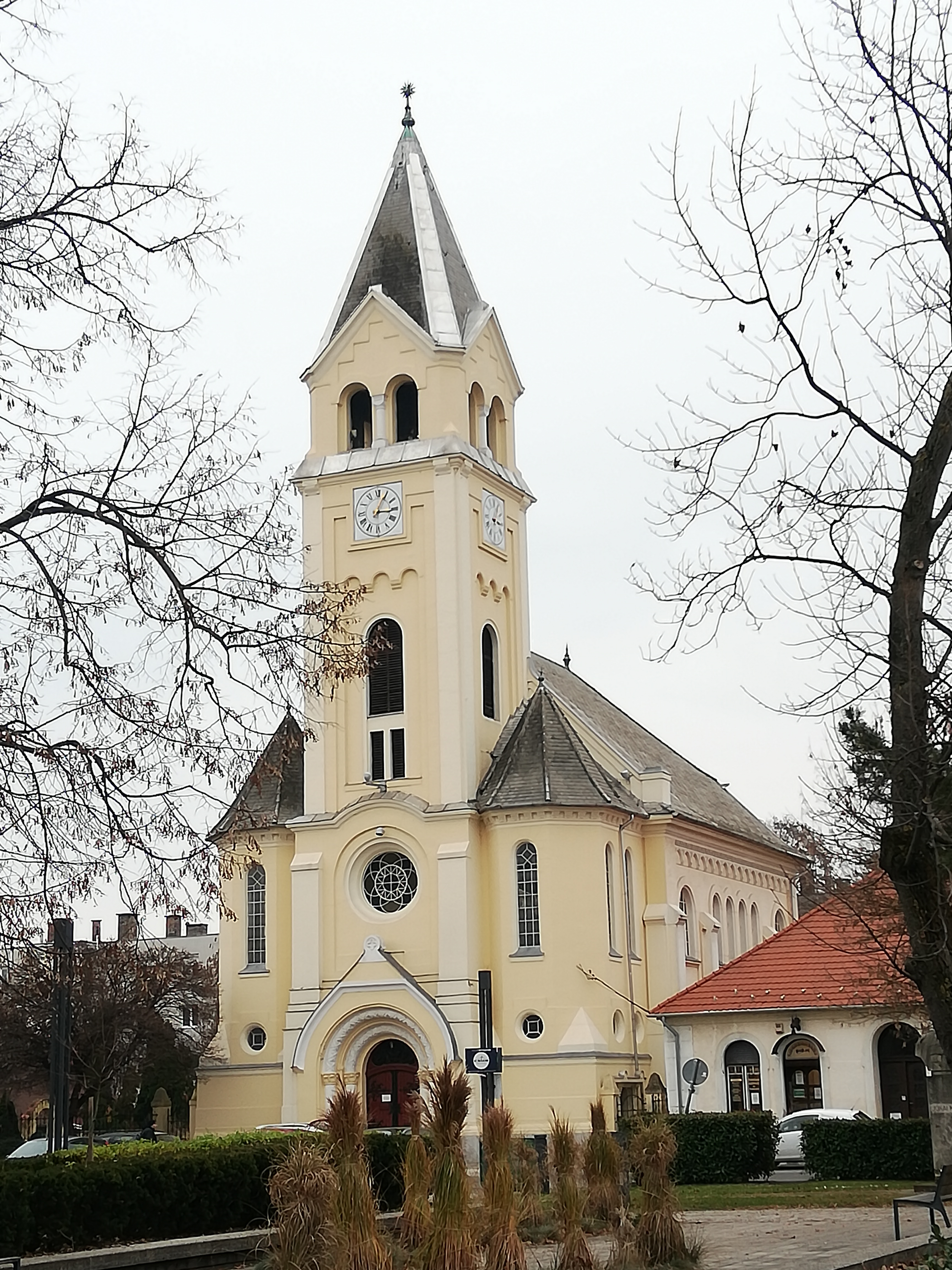
Komárom református temploma
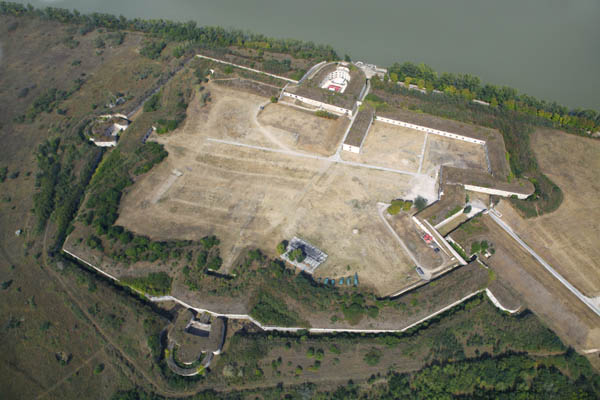
A komáromi erődrendszer legnagyobbja a Monostori erőd